# کارملو ناوارو
کارملو ناوارو (انگلیسی: Carmelo Navarro؛ زادهٔ ۲۵ مارس ۱۹۵۹) بازیکن فوتبال اهل اسپانیا است.
از باشگاه‌هایی که در آن بازی کرده‌است می‌توان به باشگاه فوتبال رکریتیوو اوئلوا و باشگاه فوتبال رئال بتیس اشاره کرد.